# Semmelweis Egyetem Gyermekgyógyászati Klinika Bókay utcai részleg
A Semmelweis Egyetem Gyermekgyógyászati Klinikájának Bókay utcai részlege (korábbi nevén I. Sz. Gyermekgyógyászati Klinika, még régebben Stefánia-gyermekkórház) egy nagy múltú budapesti kórház a külső klinikai tömb közvetlen szomszédságában.

## Története
Ugyan Budapesten már a XIX. század elejétől foglalkoztak külön gyermekgyógyászattal, azonban a nagy Gyermekgyógyászati Klinika csak Bókai János orvosprofesszor működése nyomán épülhetett fel 1883-ban a VIII. kerületben, a mai Bókay János u. 53–54. szám alatt Kauser József tervei szerint. Ugyan Bókai már 1884-ben meghalt, az intézmény sikeresnek bizonyult, az 1910-es években bővítésre is került az épület Korb Flóris és Giergl Kálmán tervei alapján. Később a kórházban dolgozott Bókai fia, ifjabb Bókay János is.
2023. január 1-vel a Semmelweis Egyetem két önálló gyermekklinikáját, az I. Sz. és II. Sz. Gyermekgyógyászati Klinikát összevonták és egységes Gyermekgyógyászati Klinikaként működik tovább. Az I. Sz. Klinika Bókay utcai részleg, a II. Sz. Klinika pedig Tűzoltó utcai részleg néven működik tovább.

## Egyéb szakirodalom
- Pestessy József: Józsefvárosi orvosok, kórházak, klinikák, Budapest Józsefvárosi Önkormányzat, Budapest, 2002